# Vincent Pontare
Fred Vincent Pontare, född 13 maj 1980 i Solna församling, är en svensk låtskrivare, musikproducent och sångare. Han är medlem i duon Vargas & Lagola tillsammans med Salem Al Fakir, där de tillsammans framför sin egen musik samt skriver och producerar musik till såväl egna projektet som till andra artister.
Han är gift med Agnes Carlsson.

## Biografi
Vincent Pontare är son till artisten Roger Pontare och bodde i Solna tills han fyllt sju år. Sedan flyttade han till Ramsele och senare vidare till Örnsköldsvik, där han bodde i fem–sex år innan flyttlasset gick till Stockholm. Han började sin musikbana inom hip-hop innan han hittade sitt sound. Pontare var med i Rap-SM och slutade trea. Före solokarriären var han med i trion Turbulent tillsammans med Peter Eggers (DJ) och Jaggla (toast/additional vocals).
Pontares första singel "Paradise" släpptes hösten 2006. Andra singeln "Don't Hate On Me" gick som reklammusik för telefonbolaget 3 (Tre). Singel nummer tre spelades i radion hösten 2007 och heter "Miss Blue". Efter släppet av "Lucky Thirteen" spelades Pontare flitigt i både Sverige och Tyskland tillsammans med bandet Jalla Jinx.
Låtarna på albumet har Pontare skrivit och producerat på egen hand eller tillsammans med ett fåtal andra låtskrivare, exempelvis indie-artisten Sophia Somajo som varit med och skrivit sju av tretton spår. 
Han har skrivit Danny Saucedos singel "If Only You". Pontare skrev och producerade även låtar till Amanda Jenssens debutplatta, bland annat singeln "Do You Love Me".
I oktober 2010 släppte Vincent Pontare singeln "Baby Hurricane". I februari 2011 gick den in på Svensktoppen. Samma år släpptes Swedish House Mafias hitlåt Save the world som han varit med och skrivit. Pontare sjunger, tillsammans med Salem Al Fakir, på Aviciis låt "You Make Me" som släpptes 2013.
Tillsammans med Al Fakir och Magnus Lidehäll vann Pontare en Grammis 2014 som "Årets Kompositör" för Veronica Maggios album "Handen i fickan fast jag bryr mig". Andra artister som Pontare komponerade till under det året var Petter, Seinabo Sey, Katy Perry, Sebastian Ingrosso, Mapei och Galantis. Under 2015 skrev Pontare låtar som Axwell Λ Ingrossos "Sun Is Shining", Aviciis "Waiting For Love" samt albumspår på David Guettas "Listen" och Madonnas "Rebel Heart". Tillsammans med Salem Al Fakir har han musikgruppen Vargas & Lagola, ett namn som de även producerar musik till andra artister under. När Musikförläggarna år 2017 undersökte vilka låtskrivare som låg bakom de mest streamade och köpta låtarna i Sverige så toppade Vargas & Lagola listan. De hade då bland annat medverkat till uppkomsten av låtarna ”More Than You Know” med Axwell Ʌ Ingrosso och “Without You” med Avicii feat. Sandro Cavazza.

## Priser och utmärkelser
- 2008 – Platinagitarren
- 2014 – Grammis för Handen i fickan fast jag bryr mig i kategorin "Årets kompositör" (tillsammans med Salem Al Fakir och Magnus Lidehäll)

## Diskografi

### Produktion åt andra

#### Producent och låtskrivare (i urval)
| Titel                          | Artist                             |
| ------------------------------ | ---------------------------------- |
| Bang My Head                   | David Guetta feat. Sia & Fetty Wap |
| Hard Time                      | Seinabo Sey                        |
| Heart Is Full                  | Miike Snow                         |
| Hela Huset                     | Veronica Maggio                    |
| Hey Brother                    | Avicii                             |
| Hungry Hearts                  | Nause                              |
| Kick Out The Epic Motherfucker | Dada Life                          |
| On My Way                      | Axwell och Ingrosso                |
| Something New                  | Axwell och Ingrosso                |
| Younger                        | Seinabo Sey                        |
| Rebel Heart                    | Madonna                            |
| Save The World                 | Swedish House Mafia                |
| Smile                          | Galantis                           |
| Sun Is Shining                 | Axwell och Ingrosso                |
| The Days                       | Avicii                             |
| Waiting For Love               | Avicii                             |
| You                            | Galantis                           |
| You Make Me                    | Avicii                             |

### Musik släppt under eget namn

#### Singlar
| År   | Singel                               | Listplacering |
| År   | Singel                               | Sverige       |
| ---- | ------------------------------------ | ------------- |
| 2006 | "Paradise"                           | 23            |
| 2007 | "Don't Hate on Me"                   | 7             |
| 2007 | "Miss Blue"                          | 6             |
| 2008 | "This Is for You"                    |               |
| 2010 | "Baby Hurricane"                     |               |
| 2011 | "The Moment I Met You"               |               |
| 2011 | "Put Your Money Where Your Money Is" |               |

#### Album
| Album omslag | Album information |
| ------------ | --- |
|              | Lucky Thirteen - Släpptes: 7 november 2007 - Sålda ex: - Certifikat: - Listposition: - Sverige: 25 - Singlar: - 2006 "Paradise" (pos. 23) - 2007 "Don't Hate on Me" (pos. 7) - 2007 "Miss Blue" (pos. 6) |
|              | Godspeed - Släpptes: 29 augusti 2011 - Sålda ex: - Certifikat: - Listposition: - Sverige: – - Singlar: - 2010 "Baby Hurricane" - 2011 "The Moment I Met You" - 2011 "Put Your Money Where Your Money Is" |

## Fotnoter
1. ↑  ”Agnes dejtar Vincent Pontare”. Dalademokraten. Arkiverad från originalet den 17 november 2009. https://web.archive.org/web/20091117112403/http://www.dt.se/noje/bling/article517683.ece. Läst 16 oktober 2009.
2. ↑  Allert, Terese (2013-04-17): "Agnes och Vincent Pontare förlovade". Aftonbladet.se. Läst 21 oktober 2013.
3. ↑  ”Arkiverade kopian”. Arkiverad från originalet den 6 september 2013. https://web.archive.org/web/20130906054700/http://www.gp.se/kulturnoje/recensioner/skivor/skivor4fyrar/1.1984374-avicii-you-make-me. Läst 3 september 2013.
4. ↑  ”Al Fakir och Pontare blir Vargas & Lagola”. 27 januari 2017. Arkiverad från originalet den 25 november 2018. https://web.archive.org/web/20181125204714/https://www.unt.se/kultur-noje/al-fakir-och-pontare-blir-vargas-lagola-4520278.aspx. Läst 3 juni 2018.
5. ↑  ”Vargas & Lagola – de mest populära låtskrivarna 2017 | Musikförläggarna”. musikforlaggarna.se. http://musikforlaggarna.se/nyhet/vargas-lagola-de-mest-populara-latskrivarna-2017/. Läst 3 juni 2018.
6. ↑  http://swedishcharts.com/showinterpret.asp?interpret=Vincent+%5BSE%5D